# Schalifrontia furcifer
Schalifrontia furcifer là một loài bướm đêm trong họ Noctuidae.